# Black Flag (mixtape de MGK)
Albums de MGK
Lace Up
(2012) General Admission
(2015)
Black Flag est la huitième mixtape officielle de MGK, sortie le 26 juin 2013.

## Liste des titres
| No  | Titre                                                         | Auteur                                  | Producteur(s)                | Durée |
| --- | ------------------------------------------------------------- | --------------------------------------- | ---------------------------- | ----- |
| 1.  | Raise the Flag                                                | R. Baker                                | Slim Gudz                    | 3:06  |
| 2.  | Breaking News                                                 | R. Baker                                | JP Did This 1                | 2:58  |
| 3.  | Pe$o (featuring Pusha T et Meek Mill)                         | R. Baker, Pusha T et Meek Mill          | Burd N Keys                  | 3:14  |
| 4.  | Black Tuxedo (featuring Tezo)                                 | R. Baker, Tezo                          | TrapMoneyBenny               | 2:32  |
| 5.  | Mind of a Stoner (featuring Wiz Khalifa)                      | R. Baker et Wiz Khalifa                 | Dre$ki et Brian Empire       | 2:49  |
| 6.  | D&G (featuring Sean McGee)                                    | R. Baker et Sean McGee                  | JP Did This 1                | 4:43  |
| 7.  | Skate Cans                                                    | R. Baker                                | Lt. Moe                      | 3:01  |
| 8.  | 50 (Interlude) (featuring French Montana)                     | R. Baker et French Montana              | Burd N Keys                  | 3:28  |
| 9.  | Baddest                                                       | R. Baker                                | Chizzy, Mike Bass et Sarah J | 3:30  |
| 10. | Miss Me? (featuring Dub-O)                                    | R. Baker et Dub-O                       | Dre$ki                       | 3:16  |
| 11. | Street Dreams                                                 | R. Baker                                | Slim Gudz                    | 2:53  |
| 12. | Swing Life Away [Rise Against Cover] (featuring Kellin Quinn) | R. Baker, Tim McIlrath et Neil Hennessy | Cameron Mizell               | 3:21  |
| 13. | Home Soon                                                     | R. Baker                                | Skewby et Ricky G            | 3:47  |
| 14. | Dark Side of the Moon                                         | R. Baker                                | Karbon                       | 4:58  |